# Alfonso Bauluz
Alfonso Bauluz de la Iglesia (22 de junio de 1965, Madrid) es un periodista asturiano y profesor universitario.
Desde 2022 preside la sección española de Reporteros Sin Fronteras.
También trabaja como profesor en  la Facultad de Ciencias de la Información de la Universidad Complutense de Madrid y es editor de Internacional en la Agencia EFE, donde ha ejercido como redactor jefe y corresponsal en África, Asia y América. También como enviado especial cubriendo guerras, revoluciones, desastres y cumbres de alto nivel. 

## Biografía
Licenciado y máster en periodismo por la Universidad Complutense de Madrid (UCM; 1989) es doctor por su tesis El manejo de la prensa por el Pentágono: análisis de los recursos empleados para modular la narración de los periodistas empotrados con las tropas estadounidenses en las guerras de Irak y Afganistán (2015), ha ejercido como profesor en la Facultad de Ciencias Políticas y Sociología de la UCM y en la IE Universidad de Segovia. También ha impartido clases como profesor invitado y cursos de posgrado en el CESEDEN y universidades españolas y estadounidenses. 
Como periodista, ha cubierto hechos históricos tan relevantes como la invasión de Irak en 2003, “empotrado” con los marines; el derrumbamiento del régimen del general Suharto en Indonesia en 1998; la caída del coronel Gadafi en Libia en 2011; o el despliegue del escudo antimisiles de Estados Unidos en Europa en 2014.

### Trayectoria periodística
Bauluz comenzó su trayectoria periodística con un contrato de prácticas de verano en La Voz de Asturias en 1985, continuando su formación en El Correo de Asturias.
En 1988 ingresó como becario en la Agencia EFE, donde ha sido redactor de Tribunales y Sucesos, y Terrorismo y ha cubierto juicios e instrucciones sumariales tan conocidas como el Caso Amedo, el juicio de la Colza o el caso por la desaparición de Santiago Corella “El Nani”. También informó sobre las negociaciones del Gobierno socialista con ETA en Argel o la dispersión de los presos etarras.
En 1989,  abrió la Delegación de la Agencia Efe en Malabo (Guinea Ecuatorial) donde Bauluz trabajó dos años, en el marco de un convenio con la Agencia Española de Cooperación Internacional (AECI). El objetivo era informar y proporcionar los servicios de noticias de Efe a los medios nacionales e instituciones de la excolonia española.
A su regreso a España, se incorporó a la redacción de Internacional hasta 1992 cuando fue destinado a la Delegación de Canarias, donde trabajo cuatro años en Santa Cruz de Tenerife.
Mediante un contrato de la Agencia Efe con Antena 3, en 1996 se desplazó a la capital mexicana, donde fue el corresponsal de la cadena para México y Centroamérica, etapa que coincidió con el final de la hegemonía del PRI (Partido Revolucionario Institucional) y la firma de los acuerdos de paz en Guatemala. 
En 1997, dio el salto al Sudeste Asiático como subdelegado de EFE en Manila donde le tocó dirigir la cobertura de la crisis financiera regional, la retrocesión de Hong Kong a China, la caída del general Suharto en Indonesia, la muerte de Pol Pot (prisa mundial de Efe) o la descolonización de Timor Oriental.
En el año 2000 vuelve a España y se incorpora a la redacción de Economía, donde se hace cargo de las utilities como responsable de la información de energía y privatizaciones.
En 2003, vuelve a Internacional, justo a tiempo para cubrir la invasión de Irak “empotrado” con los marines estadounidenses. Además, ascendido ya como editor de la Mesa de Oriente, viaja como enviado especial a Riad (Arabia Saudí) para cubrir la muerte del rey Fahd; a Kuwait y Guinea Bissau para cubrir elecciones; a Manchuria (China) y Mongolia Interior para conocer su desarrollo agropecuario; o a Trípoli (Libia) por la caída del régimen de Gadafi. 
Actualmente, trabaja como editor de Internacional en la Agencia EFE y colabora con otros medios, como El Independiente

#### Cargos periodísticos desempeñados
- Redactor en prácticas de La Voz de Asturias y El Correo de Asturias (1985-1987)
- Becario Justicia e Interior del Departamento de Nacional en la Agencia EFE (1988)
- Redactor de Justicia e Interior del Departamento de Nacional en la Agencia EFE (1988)
- Delegado de EFE en Guinea Ecuatorial (1989-1991)
- Redactor del Departamento de Internacional de la Agencia EFE (1991-1992)
- Redactor de la Delegación de EFE Canarias (1992-1996)
- Corresponsal de Antena 3 Televisión en México y Centroamérica (1996-1997)
- Subdelegado para el Sudeste Asiático y el Pacífico en la Delegación de la Agencia EFE (1997-1999)
- Redactor de Economía en el Departamento de Nacional de la Agencia EFE (2000-2003)
- Editor del Departamento de Internacional de la Agencia EFE (2003-actualidad)

## Publicaciones
- 2015, Tesis doctoral El manejo de la prensa por el Pentágono: análisis de los recursos empleados con las tropas estadounidenses en las guerras de Irak y Afganistán https://eprints.ucm.es/id/eprint/29419/

## Distinciones
- 2003, Premio Extraordinario Ortega y Gasset por la cobertura de la invasión de Irak,
- 2006, Premio Pluma de la Paz.